# Samofinansowanie
Samofinansowanie – oznacza finansowanie wydatków przedsiębiorstwa ze źródeł wewnętrznych (własnych), a nie ze źródeł zewnętrznych (tj. poprzez zadłużanie się u innych podmiotów).
Do źródeł wewnętrznych finansowania przedsiębiorstwa można zaliczyć np. zyski zatrzymane, odpisy amortyzacyjne, rozwiązanie rezerw celowych, środki uzyskane ze zbycia zbędnego majątku przedsiębiorstwa.